# LFA 2017
Die LFA-Saison 2017 war die zweite Saison der Liga de Fútbol Americano Profesional (LFA), der höchsten, professionellen American-Football-Liga in Mexiko. Die Liga wurde um zwei neue Mannschaften, die Dinos de Saltillo und die Fundidores de Monterrey, auf sechs Mannschaften erweitert und spielte damit erstmals auch außerhalb von Mexiko-Stadt.
Die reguläre Saison begann am 17. Februar 2017 und endete am 9. April 2017. Die Playoffs gipfelten im Finale, dem Tazón México II am 30. April 2017. Die Mayas konnten ihren Titel aus dem ersten Jahr verteidigten. Im Finale bezwangen sie den Neuling Dinos mit 24:18.

## Teilnehmer und Modus
Die vier bisherigen Mannschaften spielten wie im Vorjahr im Estadio Jesús Martínez “Palillo” in Mexiko-Stadt. Darunter auch die Raptors, eigentlich in Naucalpan angesiedelt. Sie bildeten zusammen mit den beiden Expansionsmannschaften aus den nördlichen Städten Saltillo und Monterrey die North Division. Diese wurden bereits am 28. September 2016 von der Liga präsentiert.
| Mannschaft       | Standort                    | Stadion                          | Kapazität      | Head Coach       |
| North Division   | North Division              | North Division                   | North Division | North Division   |
| ---------------- | --------------------------- | -------------------------------- | -------------- | ---------------- |
| Dinos            | Saltillo, Coahuila          | Estadio Olímpico de Saltillo     | 05.900         | Guillermo Ruiz   |
| Fundidores       | Monterrey, Nuevo León       | Estadio Tecnológico              | 38.620         | Leopoldo Treviño |
| Raptors          | Naucalpan, Estado de México | Estadio Jesús Martínez “Palillo” | 06.000         | Rafael Duk       |
| Central Division |                             |                                  |                |                  |
| Condors          | Mexiko-Stadt                | Estadio Jesús Martínez “Palillo” | 06.000         | Enrique Zapata   |
| Eagles           | Mexiko-Stadt                | Estadio Jesús Martínez “Palillo” | 06.000         | José Campuzano   |
| Mayas            | Mexiko-Stadt                | Estadio Jesús Martínez “Palillo” | 06.000         | Ernesto Alfaro   |

Jede Mannschaft spielte je zwei Mal gegen jede andere Mannschaft ihrer Division, im Fall der Nord-Division je ein Mal zu Hause und ein Mal auswärts. Dazu kam je ein Spiel gegen jede Mannschaft der anderen Division. Dinos und Fundidores hatten dabei jeweils vier Heim- und drei Auswärtsspiele. Die beiden besten Mannschaften jeder Division qualifizierten sich für die jeweilige Divisionsmeisterschaft. Deren Sieger trafen im Finale aufeinander. Alle Playoff-Spiele wurden im Estadio Jesús Martínez „Palillo“ ausgetragen.

## Reguläre Saison
| North Division | North Division | North Division | North Division | North Division | North Division | North Division |
| Team           | Sp             | S              | N              | SQ             | P+             | P−             |
| -------------- | -------------- | -------------- | -------------- | -------------- | -------------- | -------------- |
| Raptors        | 7              | 5              | 2              | 0.714          | 160            | 121            |
| Dinos          | 7              | 2              | 5              | 0.286          | 117            | 137            |
| Fundidores     | 7              | 2              | 5              | 0.286          | 112            | 146            |

| Central Division | Central Division | Central Division | Central Division | Central Division | Central Division | Central Division |
| Team             | Sp               | S                | N                | SQ               | P+               | P−               |
| ---------------- | ---------------- | ---------------- | ---------------- | ---------------- | ---------------- | ---------------- |
| Mayas            | 7                | 6                | 1                | 0.857            | 256              | 150              |
| Eagles           | 7                | 4                | 3                | 0.571            | 159              | 150              |
| Condors          | 7                | 2                | 5                | 0.286            | 110              | 210              |

Qualifikation für Tazón México
Abkürzungen: Spiele, Siege, Niederlagen, SQ Siegquote, P+ erzielte Punkte, P− gegnerische Punkte

## Playoffs

### Divisions Championships
|                                   |                                                |  | Campeonato Divisional Norte |                           |       |  |                                  |
|                                   | Mexiko-Stadt 23. April 2017 11:00 Uhr Ortszeit |  | Raptors                     | \| \| 10 : 13 \| \| \| \| | Dinos |  | Estadio Jesús Martínez "Palillo" |
| (6:7, 0:0, 2:0, 2:6) Spielbericht | Mexiko-Stadt 23. April 2017 11:00 Uhr Ortszeit |  | Raptors                     |                           | Dinos |  | Estadio Jesús Martínez "Palillo" |
|                                   | 10 : 13                                        |  |                             |                           |       |  |                                  |
|                                   |                                                |  |                             |                           |       |  |                                  |

|                                      |                                                |  | Campeonato Divisional Norte |                           |        |  |                                  |
|                                      | Mexiko-Stadt 23. April 2017 15:00 Uhr Ortszeit |  | Mayas                       | \| \| 40 : 18 \| \| \| \| | Eagles |  | Estadio Jesús Martínez "Palillo" |
| (0:0, 20:12, 13:0, 7:6) Spielbericht | Mexiko-Stadt 23. April 2017 15:00 Uhr Ortszeit |  | Mayas                       |                           | Eagles |  | Estadio Jesús Martínez "Palillo" |
|                                      | 40 : 18                                        |  |                             |                           |        |  |                                  |
|                                      |                                                |  |                             |                           |        |  |                                  |

### Tazón México II
|                       |                                                |  | Tazón Mexico II |                           |       |  |                                                                                   |
|                       | Mexiko-Stadt 30. April 2017 10:00 Uhr Ortszeit |  | Dinos           | \| \| 18 : 24 \| \| \| \| | Mayas |  | Estadio Jesús Martínez "Palillo" Zuschauer: 3000 Referee: Jorge Armando Rodríguez |
| (3:0, 7:14, 0:3, 8:7) | Mexiko-Stadt 30. April 2017 10:00 Uhr Ortszeit |  | Dinos           |                           | Mayas |  | Estadio Jesús Martínez "Palillo" Zuschauer: 3000 Referee: Jorge Armando Rodríguez |
|                       | 18 : 24                                        |  |                 |                           |       |  |                                                                                   |
|                       |                                                |  |                 |                           |       |  |                                                                                   |

## Auszeichnungen
Folgende Auszeichnungen vergab die Liga nach der Saison.
| Auszeichnung                 | Sieger           | Position | Team    |
| ---------------------------- | ---------------- | -------- | ------- |
| MVP of the season            | Bruno Márquez    | QB       | Raptors |
| Coach of the year            | Ernesto Alfaro   | HC       | Mayas   |
| Offensive player of the year | Josué Martínez   | WR       | Mayas   |
| Defensive player of the year | Daniel Carrete   | LB       | Dinos   |
| Best offensive lineman       | Jonathan Segura  | OL       | Eagles  |
| Best defensive lineman       | Octavio Martínez | DL       | Eagles  |
| Best deep threat             | Luis González    | WR       | Raptors |
| Best linebacker              | Ángel Rosado     | LB       | Condors |
| Best runner                  | Omar Cojolum     | RB       | Mayas   |
| Best receiver                | Gerardo Álvarez  | WR       | Dinos   |